# فردزدایی
فردزدایی یا فردیت‌زدایی (به انگلیسی: Deindividuation) مفهومی در روان‌شناسی اجتماعی است که عموماً به عنوان از دست دادن خویشتن‌آگاهی در گروه‌های اجتماعی تصور می‌شود، اگرچه این موضوع مورد بحث است. برای روان‌شناس اجتماعی، سطح تحلیل، فرد در زمینه یک موقعیت اجتماعی است. به این ترتیب روان‌شناسان اجتماعی بر نقش فرآیندهای روان‌شناختی درونی تأکید دارند. دیگر دانشمندان علوم اجتماعی، مانند جامعه‌شناسان، بیشتر به عوامل اجتماعی، اقتصادی، سیاسی و تاریخی که بر رویدادهای یک جامعه تأثیر می‌گذارند، توجه دارند.
نظریه‌های فردزدایی پیشنهاد می‌کند که این حالت روانی کاهش خودارزیابی و کاهش اضطراب ارزیابی است که سبب رفتار ضدهنجار و بازدارنده می‌شود. نظریه فردزدایی به دنبال ارائه توضیحی برای انواع رفتارهای جمعی ضدهنجار مانند ازدحام خشونت‌آمیز، اوباش لینچ و غیره است. نظریه فردزدایی همچنین برای نسل‌کشی به کار گرفته شده‌است و به عنوان توضیحی برای رفتار ضدهنجارهای آنلاین و در ارتباطات رایانه‌ای مطرح شده‌است.